# Magdalena Puyo Bové
Magdalena Puyo Bové, més coneguda com a Magda Puyo (Móra la Nova, 1960) és una actriu, professora i directora teatral catalana. La major part de la seva activitat docent l'ha desenvolupat a l'Institut del Teatre, centre del qual fou directora general del novembre del 2015 al febrer del 2021, quan es va veure forçada a dimitir arran dels casos d'assetjament sexual i abús de poder, per part d'alguns membres del professorat, destapats pel Diari Ara.

## Biografia
Llicenciada en Filosofia i Ciències de l'Educació per la Universitat de Barcelona, la seva carrera escènica es va iniciar en el si del teatre universitari. El 1992 va fundar el grup teatral Metadones, amb el qual va realitzar diversos muntatges a la segona meitat dels anys 1990; entre els quals destaquen les revisions de clàssics amb la integració de múltiples disciplines a l'escenari com, per exemple, l'espectacle La Bernarda es calva (1994), una revisió de La casa de Bernarda Alba de Federico García Lorca, la revisió de la Medea d'Eurípides a Medea Mix (1996) o la de Ricard III de Shakespeare a Ricard G. (2000).
El 1997 va guanyar el Premi de la Crítica a millor direcció amb el muntatge Pesombra, una adaptació dels poemes de Joan Salvat-Papasseit, interpretats per la ballarina Marta Carrasco, que s'estrenà al Teatre Romea. I el 2020, el seu muntatge de l'obra Stabat Mater d'Antonio Tarantino, estrenada al Teatre Nacional de Catalunya, va ser reconegut amb el Premi Serra d'Or de Teatre.
Alguns dels seus muntatges més destacats dels darrers anys han estat: Pallarina, poeta i puta, de Dolors Miquel (2012) i Alma i Elisabeth (Persona, de Bergman) (2013), ambdues estrenades dins del Festival Grec de Barcelona; Cosmètica de l'enemic (2013), basada en la novel·la homònima d'Amélie Nothomb i L'alè de la vida, de David Hare, ambdues estrenades a la Sala Muntaner. Com a directora i dramaturga, també ha firmat el muntatges de Confidències a Al·là (2015), una adaptació de la novel·la homònima de Saphia Azzeddine.
Molt vinculada al Teatre Nacional de Catalunya, on va ser membre del comitè assessor entre 1998 i 2001, també ha presentat la seva obra en diferents espais alternatius com la Sala Beckett o teatres privats com el Teatre Romea (Mama Medea, revisió del clàssic d'Eurípides per Tom Lanoye, 2008) o la Sala Muntaner. Les seves obres s'han vist en festivals de prestigi com el Festival Grec de Barcelona o el Temporada Alta de Girona. Entre el 2001 i el 2004, va ser l'última directora del Festival Internacional de Teatre de Sitges abans de la seva desaparició.
És professora de direcció i interpretació a l'Institut del Teatre des del 1996. El novembre de 2015 fou nomenada directora general de la institució en substitució de Jordi Font Cardona, càrrec del qual dimitiria el 26 de febrer de 2021, reconeixent que no havien trobat "les eines eficaces per deslliurar l'Institut de comportaments abusius i autoritaris", després que es destpessin diversos casos d'assetjament i abús de poder envers l'alumnat per part de diversos professors de la institució.